# Barend ter Haar (koopman)

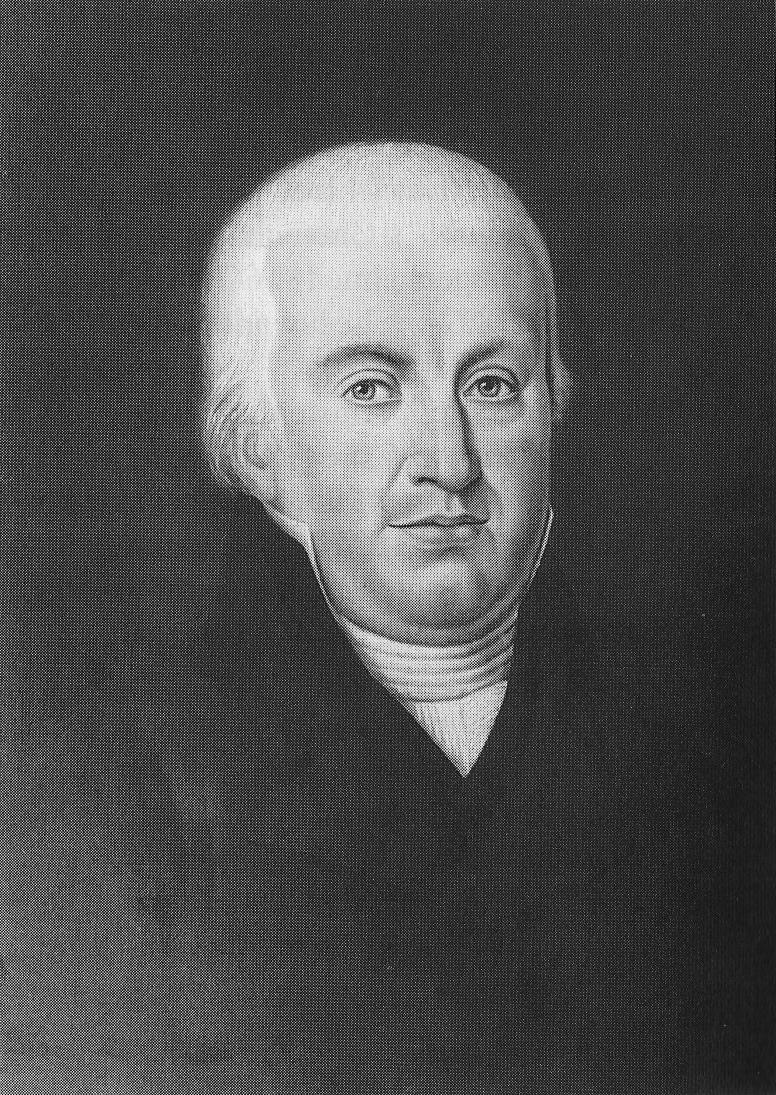
Barend ter Haar

Barend ter Haar (Amsterdam, 25 juli 1766 – aldaar, 11 juli 1828) was een Amsterdams koopman en oprichter van de firma B. ter Haar & Cie.
Ter Haar had wegens zijn jonge leeftijd van 20 jaar speciale toestemming moeten verkrijgen van de Staten van Holland om zelfstandig zaken te mogen drijven. Hij associeerde zich met de heren Eliza en Wilhelmus Lijnslager, kooplieden te Amsterdam. De vóór 1786 in perceel nr 89 gedreven handel in wollen en katoenen garens van Daniel des Ruelles Jacobszoon werd door de firma B. ter Haar & Cie voortgezet. Barend wist de firma in korte tijd tot grote bloei te brengen. Het bedrijf was gevestigd aan de Nieuwezijds Voorburgwal nrs 89, 91, 93 en 95. De firma Ter Haar was tot de verkoop in 1953 in deze panden gevestigd.
Ter Haar bezat een huis aan de Keizersgracht en een buiten, de 'Men-op' te Bathmen in Overijssel, alwaar de familie in de zomer verbleef. Hij trouwde met Johanna Judith Hamming, dochter van de schout van Arnhem. Zij kregen negen kinderen waaronder de bekende dominee-dichter Bernard ter Haar. Barend en Johanna  liggen begraven op de vroeger Lutherse, thans gemeentelijke begraafplaats van Muiderberg.